# Schafberg (Wien)
Schafberg är en kulle i Österrike.   Den ligger i förbundslandet Wien, i den östra delen av landet, 7 km nordväst om huvudstaden Wien. Toppen på Schafberg är 390 meter över havet, eller 55 meter över den omgivande terrängen. Bredden vid basen är 0,88 km.
Terrängen runt Schafberg är varierad. Runt Schafberg är det mycket tätbefolkat, med 3 134 invånare per kvadratkilometer.. Närmaste större samhälle är Wien, 6,8 km sydost om Schafberg. 
Runt Schafberg är det i huvudsak tätbebyggt.